# Визвольна війна в Німеччині
Визвольна війна (нім. Befreiungskrieg, Freiheitskrieg) — прийнятий у німецькій історіографії термін для назви загальнонаціонального збройного руху німців за звільнення від залежності від наполеонівської Франції. Ця війна велася німцями на історичному тлі суперництва Пруссії та Австрії за домінування у майбутній об'єднаній Німеччині. Вона є важливим епізодом загальноєвропейської війни проти Наполеона, відомої як Війна шостої коаліції .
Офіційно Визвольна війна почалася з оголошення прусським королем у 1813 році війни Франції. Найбільш радикальні верстви німецького суспільства розглядали цю війну як крок у напрямі здійснення здавна існуючого прагнення відтворення єдиної держави німецької нації. Хоча цього на початку століття зробити не вдалося, ця війна підготувала процес створення Бісмарком Німецької імперії в останній третині століття.

## Персоналії
Король Пруссії Фрідріх Вільгельм III (1770—1840). З дитинства скромний і сором'язливий, готовий до співчуття і на власні очі побачив виворіт війни, він був прямою протилежністю Фрідріху II Великому. Нерішучий і прихильний пацифіст, він безуспішно намагався залишатися нейтральним і уникати війни будь-якою ціною. Він навіть скасував берлінське світло в день свого весілля, оскільки гроші призначалися для допомоги бідним.
Королева Пруссії Амалія Луїза Мекленбург-Штреліцька (1776—1810). Обрана «Товстим Фрідріхом» і видана заміж за кронпринца, а потім короля Фрідріха Вільгельма III, зробила на світ десять дітей, з них двоє стали: королем Пруссії Фрідріхом Вільгельмом IV і німецьким імператором Вільгельмом I, а дочка Шарлотта І.
Її шлюб був рідкісним випадком в історії царюючих ворогів Європи, випадком шлюбу через взаємне тяжіння. На відміну від чоловіка, ця розумна, скромна і вельми приваблива жінка активно підтримувала патріотичні настрої і була прихильником укладення військового союзу з Росією. Вона була насамперед дружиною та матір'ю, але, поряд зі своїми представницькими обов'язками, брала найжвавішу участь у політичному житті.
Не було королеви в Німеччині до або після неї, яка б заслужила честь, любов і повагу, яку вона заслуговує.
Луїза надала суттєву підтримку реформаторам, оскільки розуміла, що лише радикальна реформа державного апарату може відновити статус Пруссії як шанованого сусіда.
На згадку про «Битву народів» і королеву, що передчасно померла, в день її народження 10 березня 1813 року королем був затверджений найбільш шанований орден за особисту хоробрість — «Залізний хрест». Луїза була нагороджена ним посмертно.
Імператор Всеросійський Олександр I Павлович (1777—1825). Особисто брав участь у боях проти Наполеона і виявив у своїй мужність і витримку. У 1813 — 1814 роки очолив антифранцузьку коаліцію європейських держав. Був одним із керівників Віденського конгресу 1814—1815 років та організаторів Священного союзу. До Наполеона відчував особисту ворожість через те, що той у відповідь на звинувачення від Олександра в організації вбивства герцога Енгієнського нагадав йому про замішаність у вбивстві його батька — імператора Павла I.
Ерцгерцог Карл-Людвіг Австрійський (Erzherzog Karl ; 1771—1847). Генералісимус Австрійський. Вже в 1801 році, будучи призначеним імператором главою військового міністерства в ролі президента гофкрігсрату і фельдмаршала почав реформувати австрійську армію, що стало очевидно необхідно після укладання невигідного миру в Люневіллі .
В 1809 році для об'єднання всієї влади в армії в одних руках він був призначений імператором Францем генералісимусом. Це дозволило йому більш глибоко та оперативно проводити військову реформу. Нову армію він почав будувати з урахуванням народного ополчення (ландвера).
Результат дався взнаки, коли в битві при Асперні австрійські війська не відступили перед військами Наполеона, що сталося вперше за всю його військову кар'єру. Карл продемонстрував свою хоробрість у цій битві, коли зі прапором у руках кинувся на французів, що йдуть у психічну атаку.
Згодом йому було у Відні поставлено пам'ятник із написом, що відбиває морально-психологічне значення битви всім противників Наполеона: «Переможцю непереможних» (Überwinder des Unüberwindlichen).
Фельдмаршал Великобританії Артур Велслі Веллінгтон (1769—1852), головнокомандувач союзними арміями в Битві при Ватерлоо, своєю перемогою закінчили як війну шостої коаліції, так і Визвольну війну в Німеччині.
Прем'єр Пруссії барон Генріх Фрідріх Карл фом унд цум Штейн (Baron Karl von und zum Stein ; 1757—1831), на посаді прем'єр-міністра проводив змішану ліберально-консервативну господарську політику. Її метою була підготовка країни для усунення наполеонівського диктату. При ньому було скасовано кріпацтво. Його діяльність зрештою стала небезпечною для Наполеона, і він був відправлений у відставку
Канцлер Карл Август Фон Гарденберг (Karl August von Hardenberg ; 1750—1822) замінив Штейна, але в основному зберіг його курс: були продовжені розпочаті Штейном реформи, завдяки яким Пруссія почала перетворюватися на сучасну європейську державу.
Поет Ернст Моріц Арндт (Ernst Moriz Arndt ; 1769—1860) був відомий своїми патріотичними текстами та піснями. У 1813 році поет написав патріотичну «Німецьку пісню» (Lieder für Teutsche), якою «розбудив Німеччину». Був членом Національних зборів у Франкфурті.
Ідеали, що культивуються Арндтом, Уландом (Uhland) і Яном (Jahn) під час Визвольної війни викликали до життя специфічний студентський " Світоглядний рух " (Weltanschauliche Bewegung), що мав виражене патріотичне забарвлення. Перша студентська корпорація прихильників цього руху виникла в Єні 12 червня 1815 року. На зльоті 16 по 18 жовтня 1818 року в Єні було створено Загальне Німецьке студентське об'єднання (Allgemeine Deutsche Burschenschaft) під гаслом «Честь, Свобода, Батьківщина» (Ehre, Freiheit, Vaterland) і чорно-червоно-золотим. Бундестаг почав активно переслідувати студентські спільноти за їхнє прагнення утворити єдину державу на місці клаптевої імперії сепаратних держав. Але студентський рух пішов у підпілля. Потім у 1848—1849 роках колишні члени цих корпорацій склали більшість присутніх у церкві Павла у Франкфурті. Після 1870 років ці корпорації втратили свою революційність. Під час Веймарської республіки вони були буржуазними об'єднаннями націоналістичного штибу, а в роки Третього рейху Weltanschauliche Bewegung було залучено до пропаганди націонал-соціалістичної ідеології і стало її втіленням. Після 1945 року ці корпорації були розпущені та заборонені, а їх члени увійшли до загальнонімецьких об'єднань Німеччини та Австрії.
Стратег Герхард фон Шарнхорст (Gerhard von Scharnhorst ; 1755—1813) став головним реформатором німецької армії, заснував у 1810 році Військову Академію. Помер від рани, отриманої у бою.
Стратег Карл фон Клаузевіц (Karl von Clausevitz ; 1780—1831) — друг і молодший послідовник Чарнгорста, видатний військовий теоретик і автор класичної праці «Про війну», прикрашеної легкими для запам'ятовування афоризмами типу: «Переможець — той, для кого поле бою залишається» або «Війна — продовження політики, тільки інші засоби». Генерал сформулював закони війни в чіткій і чіткій формі, ставши найавторитетнішим фахівцем у військовій науці. Він був прихильником позиції
Завдяки самовідданій праці цих людей організація прусської армії зазнала значних змін, так як стало ясно, що тільки армія, що складається з вільних людей, може захистити державу як гаранта особистої власності. Військові тепер складалися з людей, які розуміли, що несуть відповідальність за своє майно і свою свободу. Офіцерський корпус більше не формувався за класом, а складався з осіб, здатних до військової окупації.
Генерал Йорк фон Вартенбург (Yorck von Wartenburg ; 1759—1830) — командувач прусським контингентом з 20 тис. осіб у Великій Армії Наполеона; незважаючи на загрозу розстрілу за зраду, зустрівся 30 грудня 1812 року з російським генералом графом Дібічем у Тауроггена в Литві і уклав з ним на свій страх і ризик конвенцію, на підставі якої прусська армія в російській компанії стала нейтральною.
Ця подія стала поворотним пунктом в історії Європи, оскільки стала початком російсько-німецької бойової співдружності, символом якої стало слово «Таурогген», і початку німецької визвольної війни 1813—1815 років. У 1821 року генерал Йорк став фельдмаршалом.
Генерал Нейдхардт фон Гнейзенау (Neidhardt von Gneisenau ; 1760—1831) спільно з Шарнхорстом організував народну німецьку армію. Своїм геніальним маневром забезпечив перемогу у битві під Ватерлоо.
Генерал Гебхард Леберехт Блюхер (Gebhard Leberecht von Blücher ; 1742—1819) — «Генерал вперед», як його називали російські солдати.
Фрідріх Вільгельм Брауншвейг-Вольфенбюттельський (1771—1815), «Чорний герцог» Вельф . Позбавлений Наполеоном своїх володінь, оскільки Брауншвейг було передано брату Наполеона Жерому, за свої гроші сформував загін і вступив у війну.
Майор Фердинанд фон Шиль (Ferdinand von Schill; 1773—1809) першим у Пруссії почав у 1809 році озброєну боротьбу з французами і загинув у Штральзунді. Одинадцятьох офіцерів його загону, що потрапили в полон, було розстріляно.
Барон Адольф Лютцов (Adolf Freicher von Lützow ; 1782—1834) вже в 1809 році разом із Шилем брав участь у його зухвалих рейдах кінноти. У лютому 1813 року він організував у Бреслау фрайкор, кінноти якого називали себе «Зграя помсти» (Schaar der Rache) або «Чорна зграя» (Schwarze Schar). В історію ця військова освіта увійшла також під назвою «Єгеря Лютцова» (Lützower Jäger), що складається переважно зі студентів. Чисельність корпусу досягала 3500 шабель. 17 червня 1813 року в бою під Кітценом за значної чисельної переваги французів корпус зазнав величезних втрат. У 1815 році корпус був перетворений на 25-й піхотний загін і на 6-й загін улан. Форма корпусу мала забарвлення, яке було прийнято пізніше для чорно-червоно-золотого національного прапора, а сам корпус став символом Визвольної війни .
Андреас Гофер (Andreas Hofer ; 1767—1810), керівник антифранцузького руху в Тіролі .
Протягом 1809 року йому вдалося чотири рази відобразити війська Наполеона та його союзників: 25 та 29 травня, 13 серпня та 1 листопада. При цьому двічі він зміг узагалі вигнати їх із Бергізеля у Тіроле. Але четверта битва закінчилася поразкою багато в чому завдяки відсутності підтримки з боку імператора. Хофер потрапив у полон і на пропозицію перейти на бік ворога на дуже вигідних умовах відповів категоричною відмовою. Був розстріляний у Мантуї, причому сам подавав команди солдатам . Його тіло перевезено до Інсбрука і поховано в Хофкірху, де знаходиться кенотаф кайзера Максиміліана I.

## Хронологія
Під час війни з Францією Австрія та Пруссія більше цікавилися проблемами поділу Польщі, ніж перемогою над Наполеоном, що став імператором 22 березня 1804 року. У результаті квітні 1795 року Пруссія підписала у Базелі світ, яким Франція зобов'язалася вважати Північну Німеччину нейтральною зоною.
11 квітня 1805 року Росія, після укладання союзу з Англією, оголосила Франції війну. Пруссія залишалася нейтральною, хоча Наполеон, дотримуючись свого правила «Сила йде попереду права», не раз порушував умови договору.

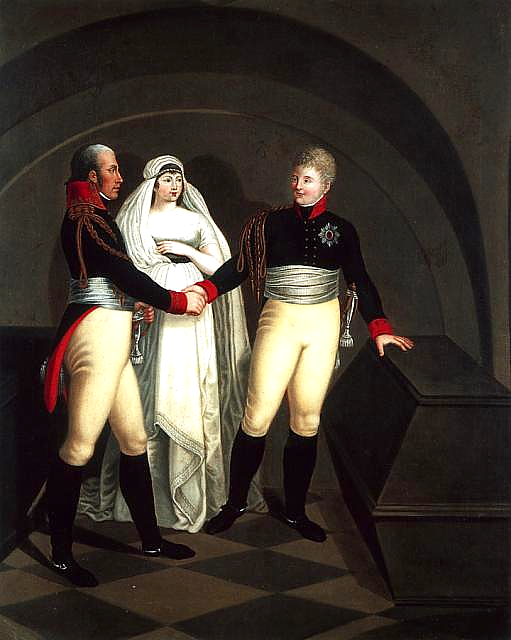
Клятва над труною Фрідріха Великого

У жовтні 1805 року імператору Олександру I було надано урочистий прийом у Берліні і на його честь названо одну з площ міста. Луїза присутня при історичній зустрічі 4 листопада того ж року короля Пруссії з імператором Олександром, які присягаються у дружбі та співпраці у боротьбі з Наполеоном над труною Фрідріха Великого у склепі Гарнізонної кірхи у Потсдамі .
2 грудня 1805 року в битві під Аустерліцем, в якій Олександр здивував усіх своєю холоднокровністю та сміливістю, Наполеон здобув перемогу над перевершуючими його армію за чисельністю російськими та австрійськими військами. У Пресбурзі було підписано принизливий для Австрії світ. Баварія та Вюртемберг стали самостійними королівствами.
12 липня 1806 року Наполеон утворив маріонетковий Рейнський союз . У тому ж місяці Росія гарантувала територіальну цілісність Пруссії, яка зобов'язалася не пропускати війська Наполеона для нападу на Росію. Пруссія оголосила мобілізацію армії. Найбільшим необережністю була вимога Пруссії про виведення французьких військ з Південної Німеччини і визнання утворення Північного союзу німецьких держав під прусським керівництвом. Король зробив це під тиском громадської думки та його оточення, до якого входила Луїза. "У мене немає іншого вибору, окрім як почати війну… це питання честі нації ", — сказав він. Наполеон навіть не вважав за потрібне давати відповідь на цей ультиматум.
9 жовтня Пруссія оголосила війну, а через 5 днів зазнала подвійної поразки під Єною та Ауерштедтом .
27 жовтня відбувся парад французьких військ у Берліні. Король із сімейством біг у Мемель, а виконуючий обов'язки губернатора Берліна граф фон Шуленбург видав указ, що увійшов до історії: «Дотримання спокою є найпершим обов'язком громадянина». Після поразки російської армії під Прейсіш-Ейлау і 14 червня 1807 року під Фрідландом Росія запросила миру.

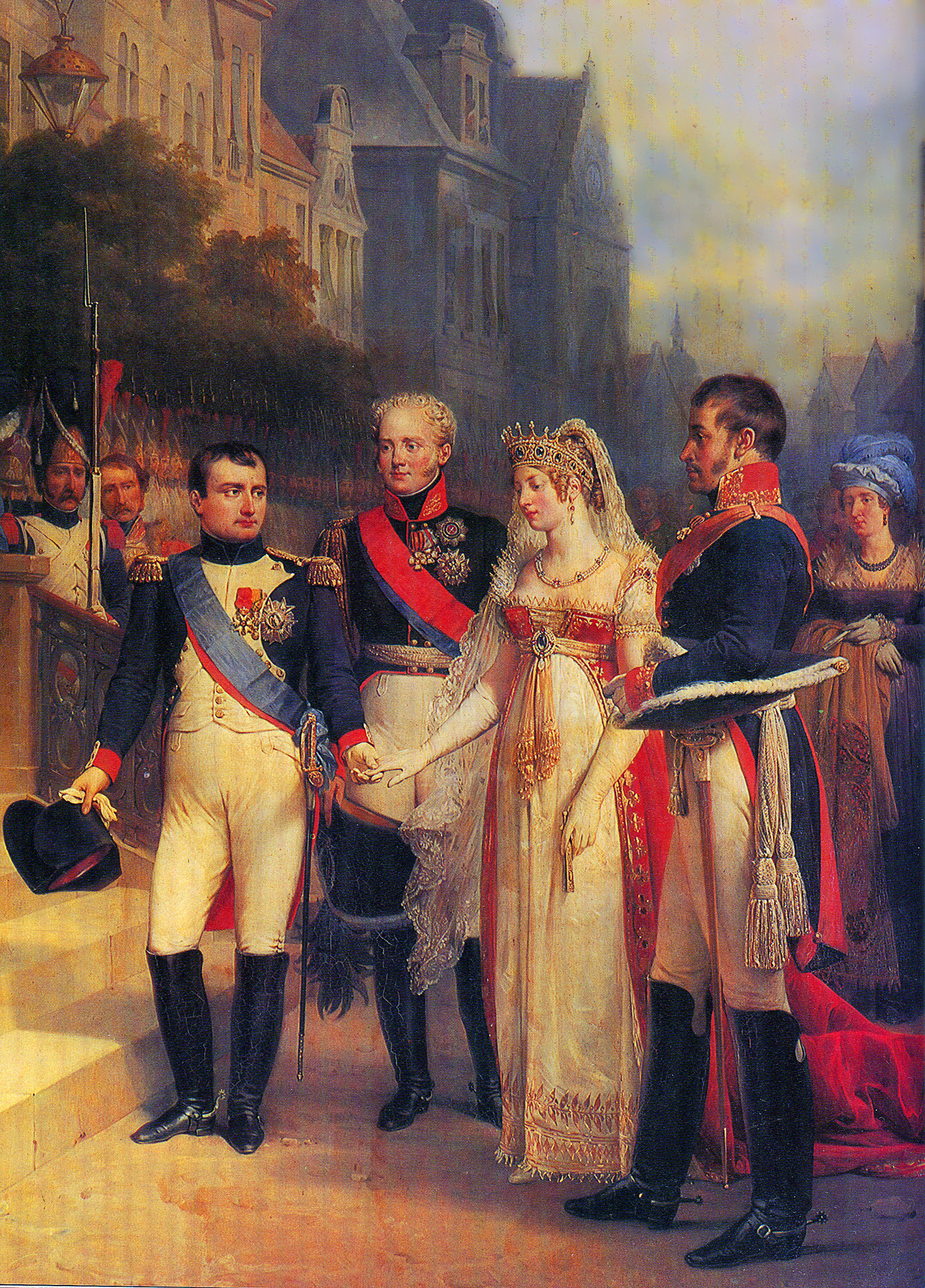
Королева Луїза переконує Наполеона зберегти Пруссію як державу

Історична зустріч королівського подружжя та Олександра з Наполеоном відбулася у Тільзіті . На цій зустрічі Олександр погодився на участь у континентальній блокаді англійських товарів та вмовив Наполеона зберегти Пруссію як державу. Не мало цього сприяла королева своєю рішучістю і чарівністю. Однак Пруссія втратила територію на захід від Ельби і була обкладена контрибуцією і зобов'язана надати Наполеону 16 тисяч солдатів для участі в можливій війні з Австрією. Пруссія змушена була стати його союзником. Однак у ній почали здійснюватися під впливом «кодексу Наполеона» реформи, що давно назріли з лібералізації всіх сторін життя суспільства, яке власне і почало створюватися тільки в цей час.
Ще 9 жовтня 1807 року король скасував кріпацтво. Було дозволено вільний продаж та купівля землі без станових обмежень. Проте, завдяки опору аристократії намір створити сильний прошарок фермерів на зразок йоменів Англії не здійснилося. Найбільші зміни зазнала організація прусської армії.
У 1809 року у північних районах Пруссії стихійно почалися військові виступи проти Наполеона.
Невдалий похід Наполеона до Росії призвів до глибокої кризи його імперії. 27 лютого 1813 року Росія та Пруссія уклали у Каліші союзний договір, згідно з яким Росія погоджувалася на повернення Пруссії до кордонів 1806 року за винятком переходу до Росії Королівства Польського зі столицею у Варшаві .
17 березня 1813 року у місті Бреслау Фрідріх Вільгельм III опублікував звернення «До мого народу» (An mein Volk), закликавши до боротьби з Наполеоном. Текст звернення, складеного Теодором Готлібом фон Хіппелем державним радником Східної Пруссії, співробітником графа Харденберга з Берлінської державної канцелярії та другом Гофмана містив заклик « Або почесний світ, або славна поразка» («Ehrenvoller Frieden oder ruhmvoller Untergang»). Король перебував під сильним враженням порядків у російській армії і ввів, зокрема, церемонію вечірньої молитви відбою, що набула форми вечірньої зорі (Zapfenstreich), музику до якої написав царський капельмейстер Дмитро Бортнянський .

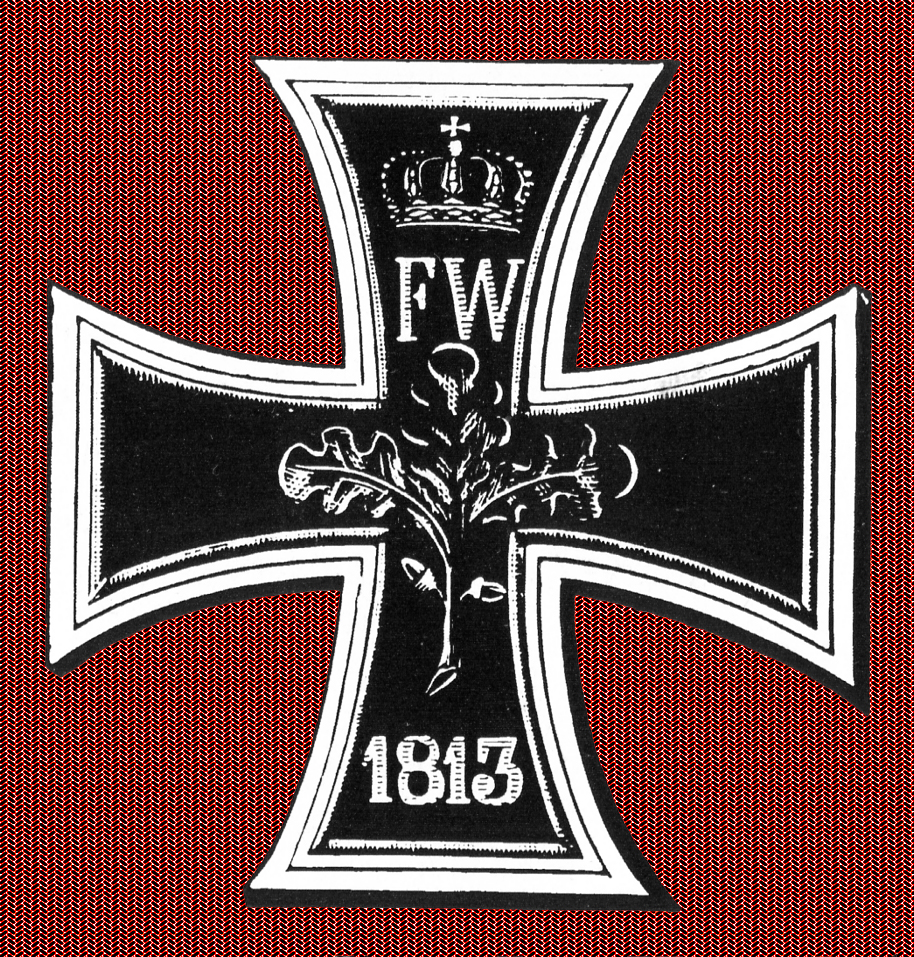
Орден «Залізний хрест». 1813

10 березня 1813 року король утвердив нагороду за особисту хоробрість — орден «Залізний хрест»
Далі події розвивалися стрімко: у Східній Пруссії розпочалося повстання. На подив прусського короля та оточуючих його представників знаті, населення виявило ініціативу в освіті ландвера та ландштурму і стало добровільно вступати у збройні формування. Почалася партизанська війна.
Проти Наполеона виступила Австрія і Швеція спільно з Англією, що вже воювала з Наполеоном. До них приєдналися дрібні держави «Рейнського союзу», що були васалами Франції, а також Баварія — найбільша на той час німецька держава.
16—19 жовтня 1813 року під Лейпцигом відбулася рішуча битва, яка отримала назву «Битви народів» . Пропозиції Франції щодо укладання миру було відхилено. Після смерті Кутузова у Каліші до командування Російською армією вступив Вітгенштейн .
У ніч на Новий 1814 рік Блюхер зі своєю силезской армією і підлеглими йому російськими військами перейшов Рейн у Кауба . Після низки битв 30 березня 1814 року було взято Париж .
На Віденському конгресі (1814—1815 рр.) під впливом Англії було вирішено дати шанс Пруссії стати сильною противагою Франції та забезпечити їй можливість розширити свої володіння до Райну . Крім того, вона отримала 2/5 території Саксонії . Було узаконено самоврядування міст, забезпечено свободу господарської діяльності, секуляризовано церковне майно, встановлено рівність станів перед законом .
Проте втілення цих нововведень затяглося до 1918 року. Серйозним гальмом у проведенні в життя ліберальних реформ була армія, як і раніше, залишається впливовим інструментом аристократії. Король, який натерпівся від наслідків французької революції, був супротивником всього, що з нею пов'язано. Тому надії багатьох на запровадження конституції не справдилися.
Ця війна стимулювала укорінення далекосяжних ліберальних надій у Росії. У зв'язку з цим Олександр I за часів Віденського Конгресу припустив, що не довелося йому воювати тепер зі своїми генералами . І його побоювання виправдалися у формі путчу декабристів, що не відбувся, що стався відразу ж після його смерті. По суті антинаполеонівська війна, як за кількістю залучених до бойових дій країн, за участю широких мас населення (вітчизняні війни), так і з використанням нового стратегічного прийому — морської блокади, стала передвісником світових воєн.

## Пам'ять про війну
До 50-х роковин «Битви народів» при Лейпцигу 18 жовтня 1863 року за короля Баварії Людвіга I було побудовано грандіозну споруду у вигляді ротонди на горі Михельсберг над Дунаєм біля міста Кельхайма — " Зал Визволення " (нім. Befreiungshalle).
До століття «Битви народів» при Лейпцигу в 1913 року на полі битви був споруджений Пам'ятник Битві народів .
У Берліні, навпроти того місця, де раніше знаходився королівський палац, а потім за часів НДР " Палац республіки ", знаходилася " Площа Героїв " із встановленими на ній пам'ятниками військових керівників.

## Галерея: Befreiungshalle (Зал Визволення)

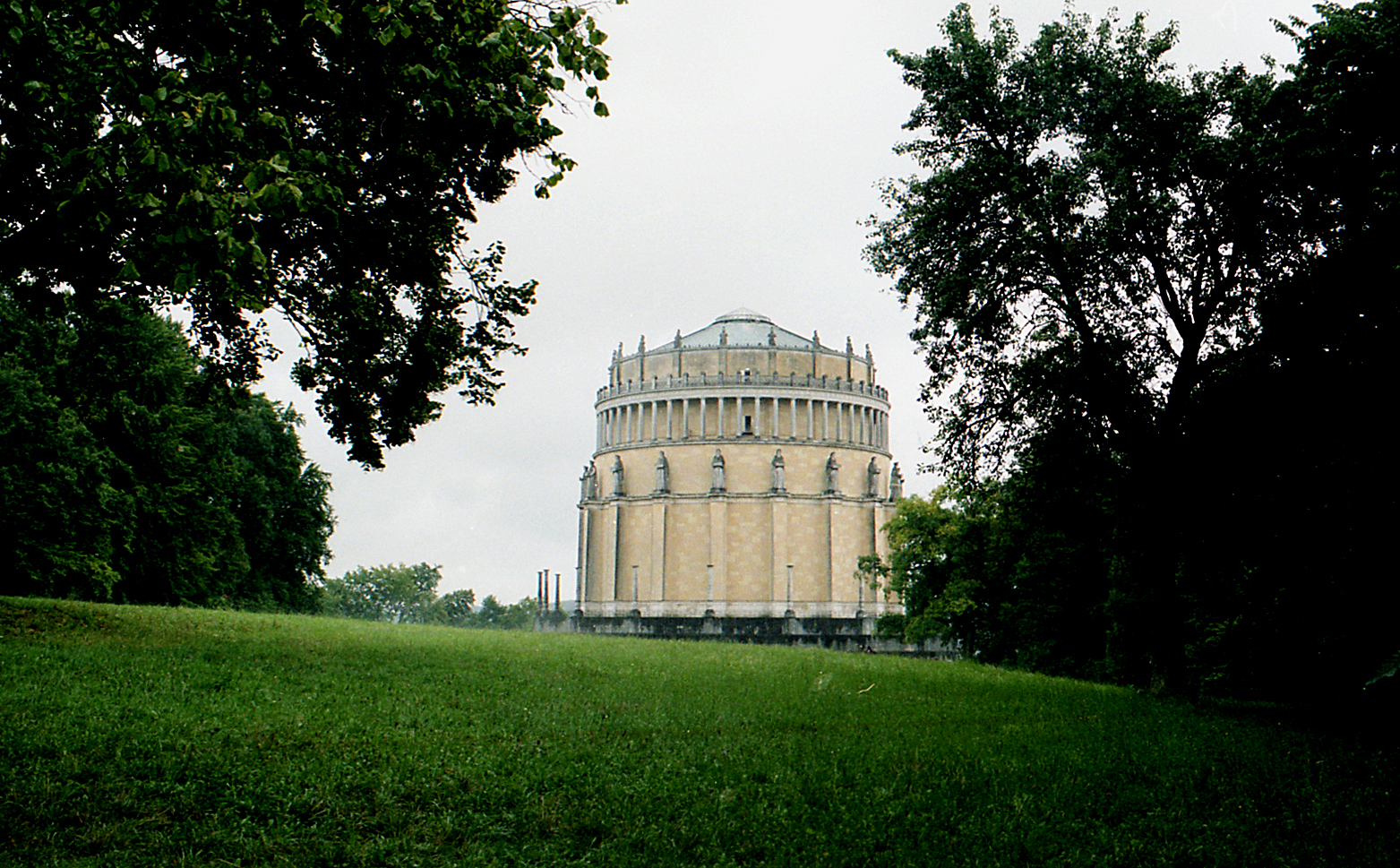
Зал на горі Міхаельсберг
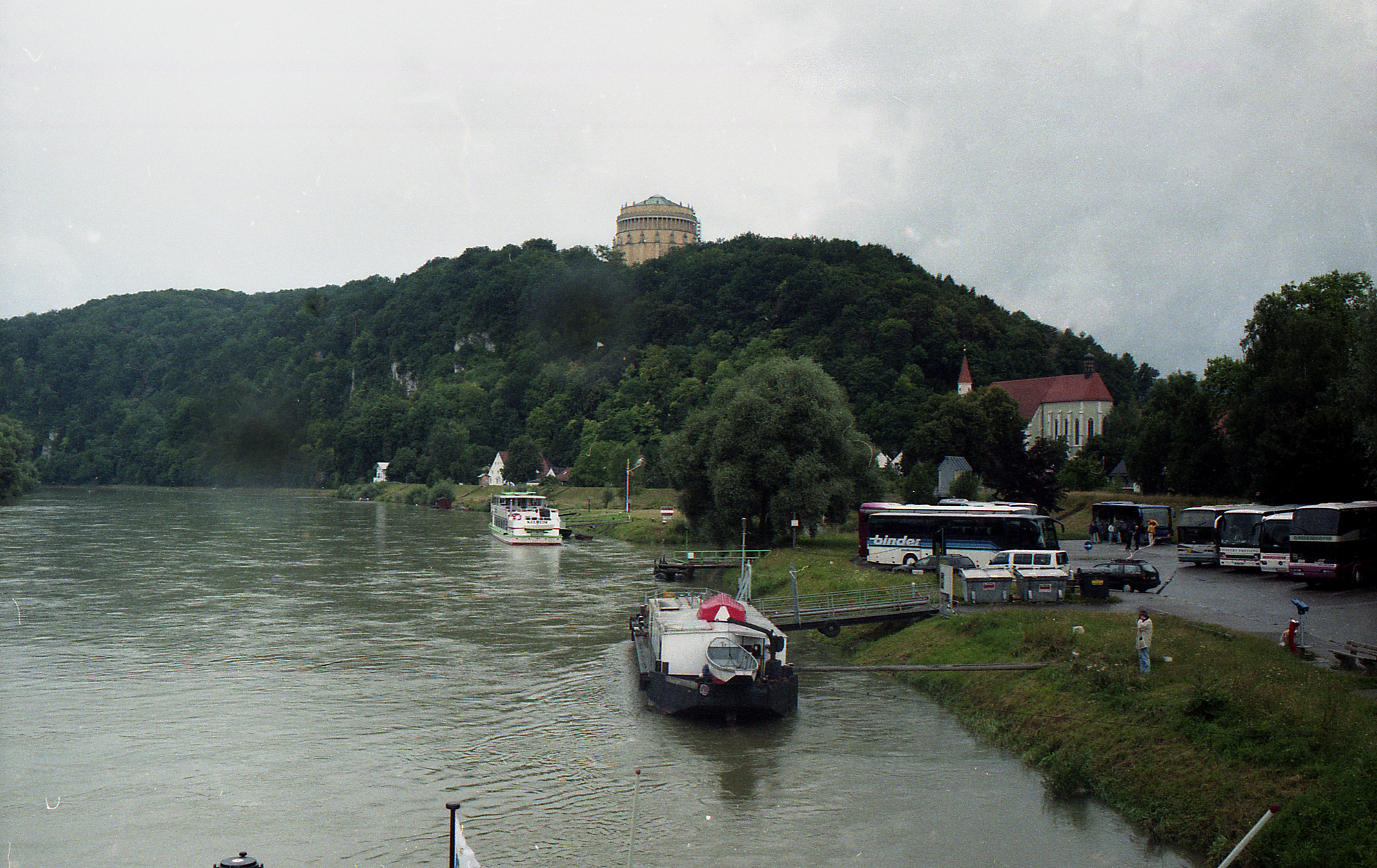
Дунай у Кельхаймі
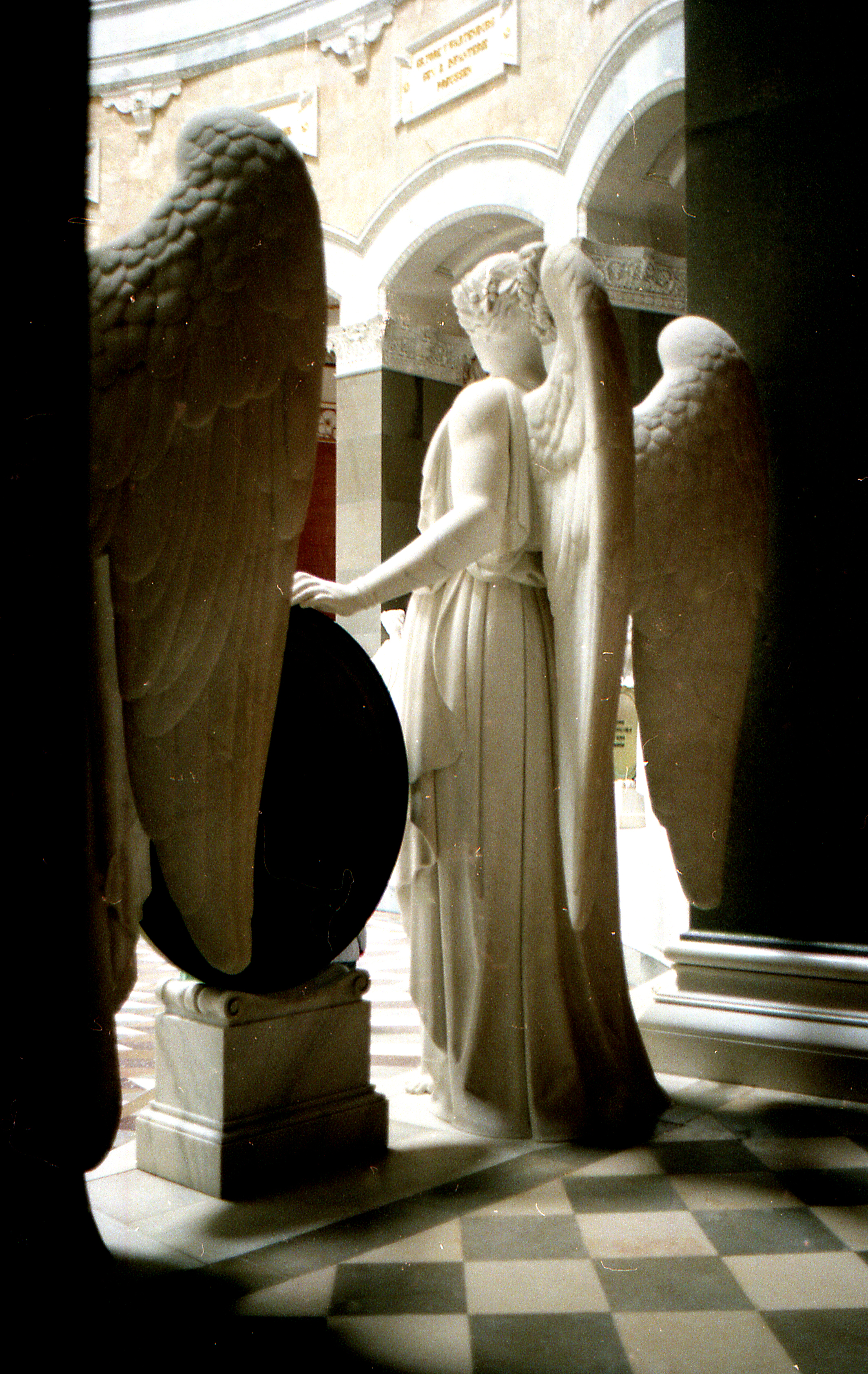
Статуя крилатої богині (символ німецького племені)
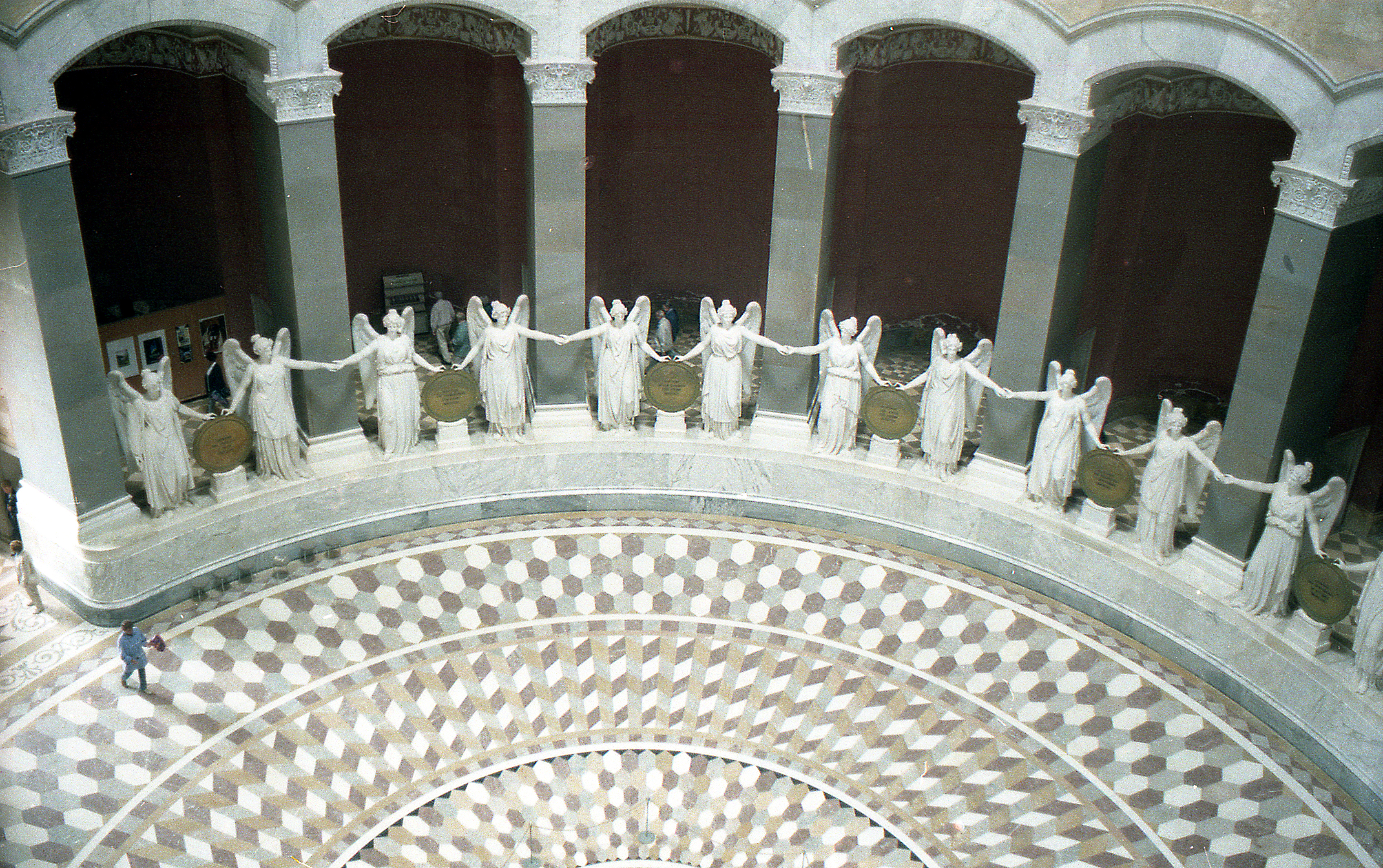
Інтер'єр залу
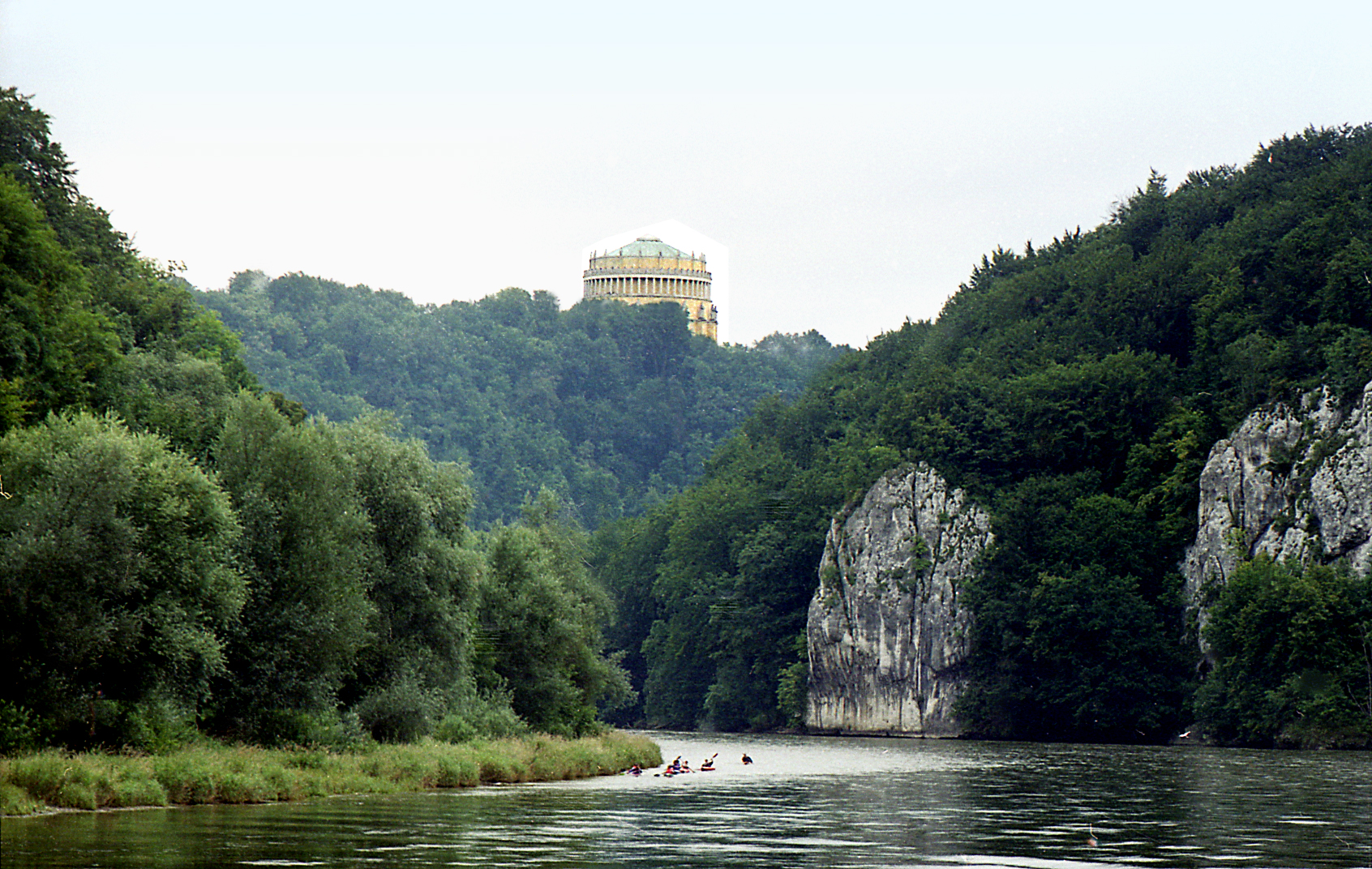
Бефройунгсхалле вид з Дунаю

## Галерея: інші пам'ятні споруди

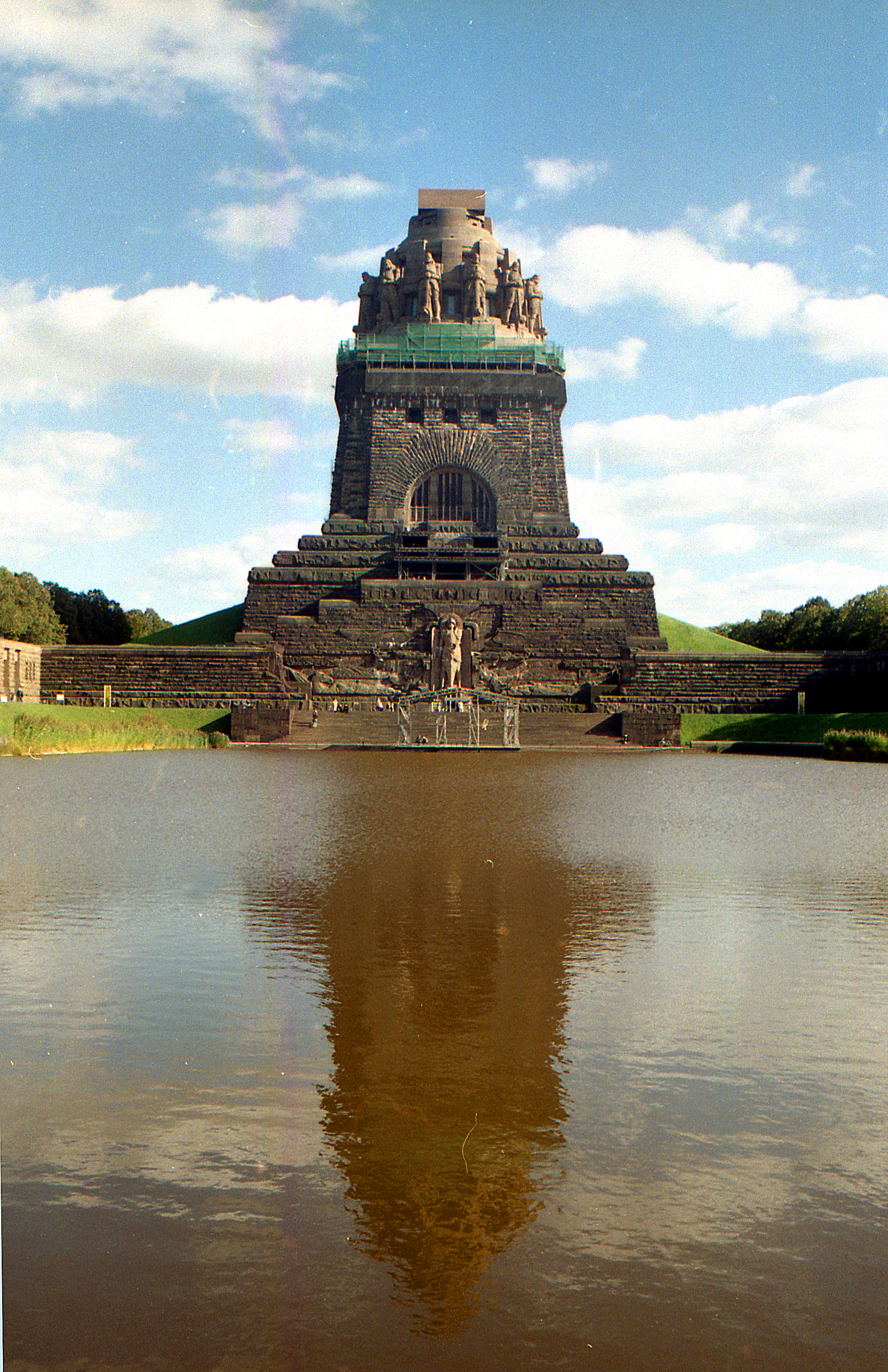
Пам'ятник Битві народів. Лейпциг
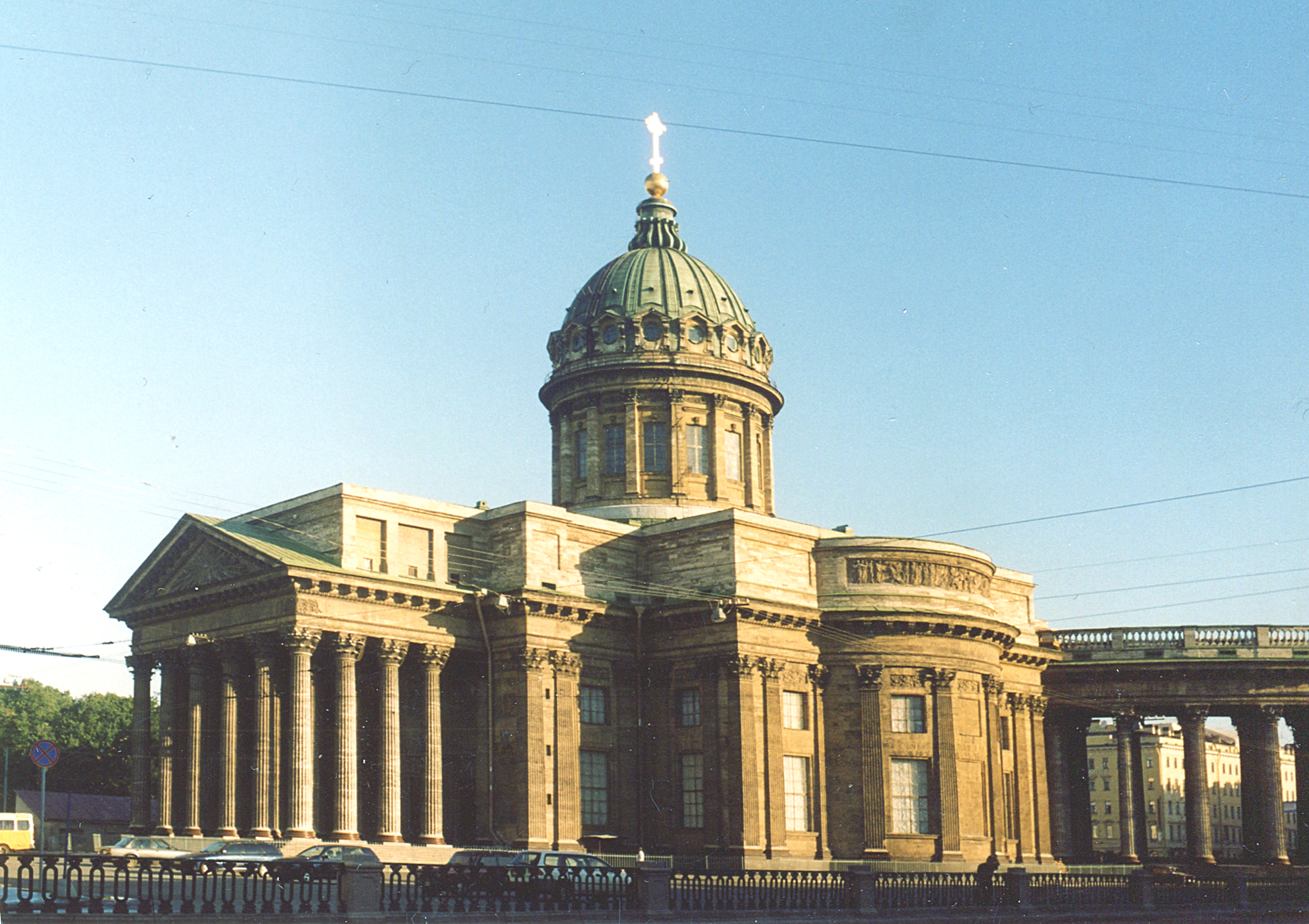
Собор Божої Матері казанської. СПб. Тут лежить Кутузов.
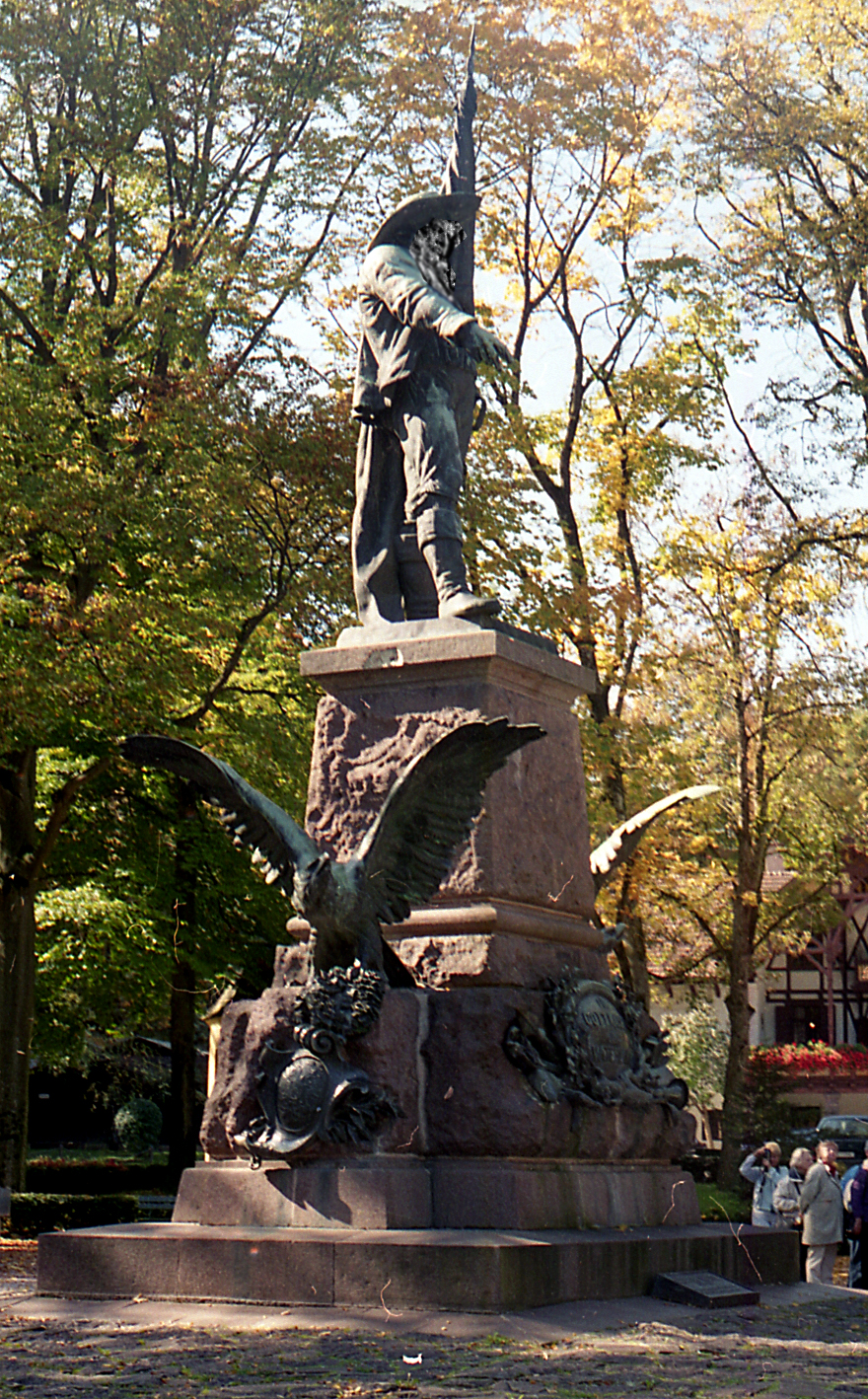
Пам'ятник Андреасу Хофер. Бергизель.
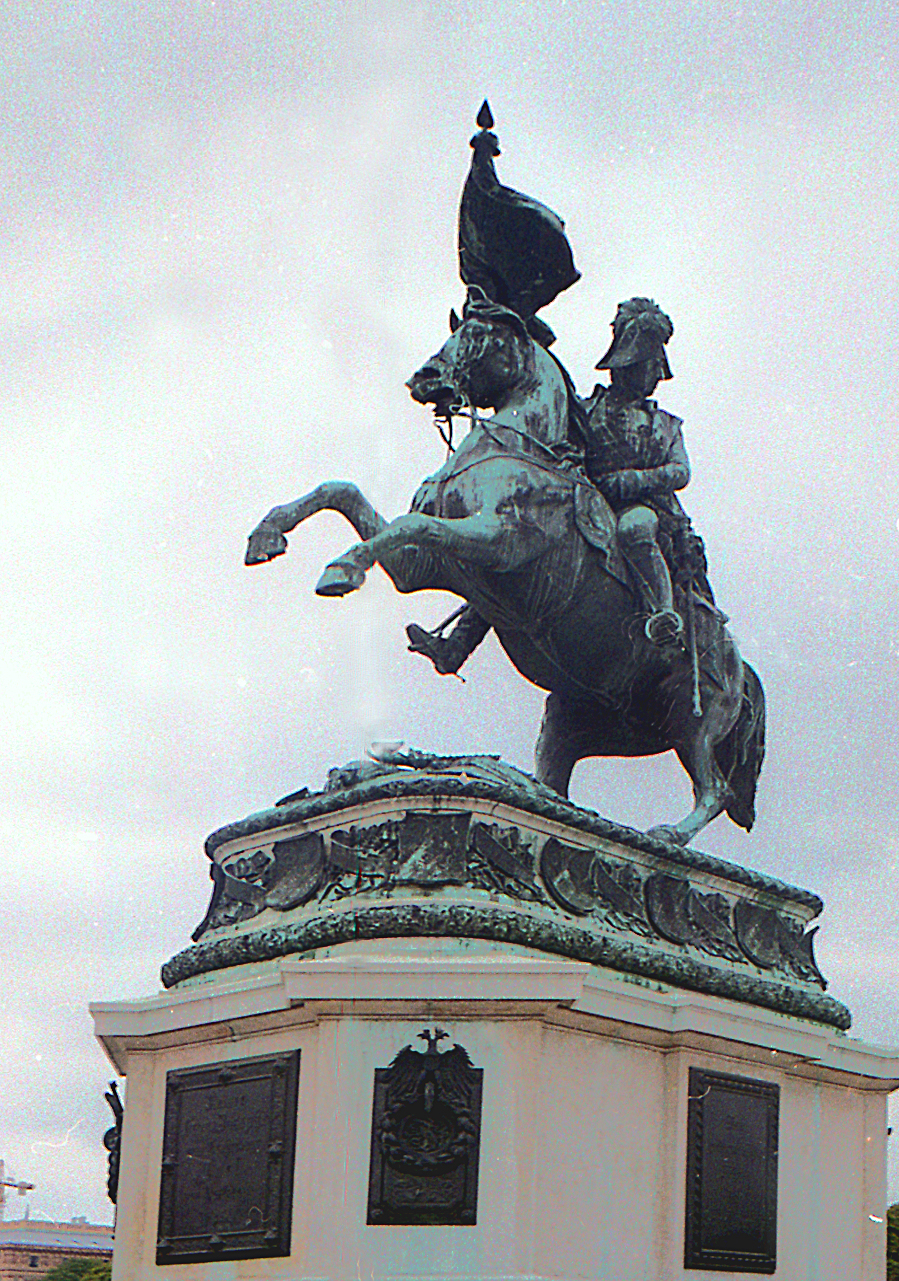
Відень. Пам'ятник Ерцгерцогу Карлу Австрійському